# Дмитрошино
Дмитрошино — деревня в Великолукском районе Псковской области России. Входит в состав сельского поселения «Пореченская волость».
Расположена на самом юге волости, на берегу реки Свира (бассейн р.Ловать, в 60 км к югу от райцентра Великие Луки и в 20 км к югу от волостного центра Поречье.

## Население
Численность населения деревни по состоянию на 2000 год составляла 12 жителей, на 2010 год — 11 жителей.